# Pavillon civil

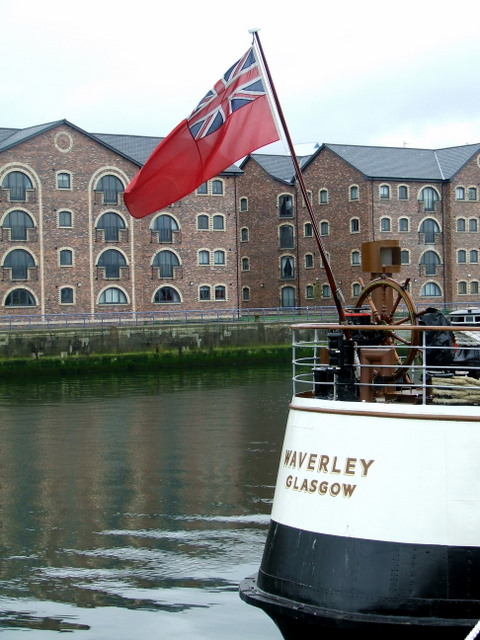
Le Red Ensign britannique et ses dérivés sont des exemples célèbres de drapeaux civils distinctifs qui sont très différents des drapeaux nationaux standard.

Un pavillon civil est un pavillon (pavillon maritime) utilisé par les navires civils pour indiquer leur nationalité. Il peut être identique ou différent du pavillon d'État et du pavillon naval (en) (ou pavillon de guerre). On l'appelle aussi pavillon marchand. Certains pays possèdent des pavillons civils spécifiques pour les yachts, voire pour des yacht-clubs spécifiques, appelés pavillon de yacht (en).
La plupart des pays n'ont qu'un seul drapeau national et un seul pavillon pour tous les usages. Dans d'autres pays, on distingue le pavillon terrestre des pavillons civils, d'État et navals. Les pavillons britanniques (en), par exemple, diffèrent du drapeau terrestre (l'Union Flag) et présentent différentes versions de pavillons rouges et bleus, unis ou dégradés, pour un usage civil et national, ainsi que le pavillon naval (White Ensign), également utilisé par les yachts du Royal Yacht Squadron.

## Pays ayant des pavillons civils spécifiques
Les pavillons civils qui diffèrent du drapeau national peuvent être regroupés en plusieurs catégories.

### Pavillons civils avec le drapeau national dans le canton
Plusieurs pays utilisent des drapeaux rouges, avec, dans la plupart des cas, soit le drapeau national, soit l'Union Flag dans le canton (en), une pratique inspiré du Red Ensign britannique. Les territoires britanniques d'outre-mer arborent le Red Ensign simple ou un Red Ensign surchargées de leurs armoiries coloniales dans le battant. L'Arabie saoudite place son drapeau national dans le canton d'un drapeau vert (le drapeau saoudien est hissé avec le mât à sa droite, de sorte que le canton se trouve dans le coin supérieur droit du drapeau). Le Ghana a cessé d'utiliser son Red Ensign en 2003 avec l'adoption d'une nouvelle loi sur la marine marchande, qui a fait du drapeau ghanéen le pavillon civil des navires ghanéens. De même, le Sri Lanka a cessé d'utiliser son Red Ensign en 1969 et utilise le drapeau sri-lankais comme pavillon civil. En vertu de la loi maritime applicable aux Îles Salomon, la loi maritime de 1998 (n° 5 de 1998), le drapeau national des Îles Salomon prévaut : « Le drapeau national des Îles Salomon servira de pavillon civil pour tout navire immatriculé en vertu de la présente loi. » Néanmoins, le Red Ensign des Îles Salomon est encore utilisé dans certains cas.

#### États souverains

Arabie Saoudite
Australie
Bangladesh
Bahamas
Émirats arabes unis
Fidji
Inde
Jamaïque
Malaisie
Maurice
Nigéria
Nouvelle-Zélande
Pakistan
Royaume-Uni
Îles Salomon

#### Territoires d'outre-mer britanniques et dépendances de la Couronne

Gibraltar
Guernesey
Îles Caïmans
Îles Malounies
Île de Man
Îles Turques-et-Caïques
Îles Vierges britanniques
Jersey

#### Exceptions auBlue Ensign
Dans certains cas, le Blue Ensign peut être arboré à la place du Red Ensign si un certain nombre de membres d'équipage de navires marchands sont d'anciens membres de la Royal Navy ou des réservistes actuels de la Royal Navy, ou sont commandés par un officier de la Royal Navy Reserve. L'Inde et le Sri Lanka ont adopté des lois similaires.

Inde
Royaume-Uni
Sri Lanka

### Pavillons civils très différents du drapeau national
Plusieurs pays ont des pavillons civils très différents du drapeau national.

Albanie
Israël
Luxembourg
État du Maine (États-Unis)
Malte
Monaco
Philippines (eaux intérieures uniquement)
Singapour

### Pavillons civils constitués du drapeau national et d'un emblème supplémentaire
Parmi les exemples les plus connus, on peut citer le pavillon civil italien, arborant le bouclier aux armes des républiques maritimes, et le pavillon civil polonais, aux armes de la Pologne. La plupart de ces emblèmes ont été ajoutés pour distinguer le pavillon des drapeaux similaires d'autres pays (par exemple, la Colombie et l'Équateur) ou d'autres pavillons de signalisation (par exemple, le pavillon de Malte).

Colombie
Espagne (yachts)
États-Unis (yachts ; eaux intérieures uniquement)
Finlande (pour les yachts ; le symbole du club remplaçant le X)
Italie
Maroc
Pologne
Salvador

### Pavillons civils constitués du drapeau national simplifié sans armoiries
Dans plusieurs pays (comme l'Espagne, une grande partie de l'Amérique latine et certains pays européens), il existe deux versions principales du drapeau : une version plus simple (généralement un drapeau rayé) et une version plus élaborée, avec les armoiries nationales. La version la plus simple est utilisée comme pavillon civil (et, dans la plupart des cas, également comme drapeau civil), tandis que la version avec les armoiries est principalement utilisée par le gouvernement et l'armée. Au Salvador, le pavillon civil diffère également du drapeau national par ses proportions.

Allemagne (auparavant utilisé par l'Allemagne de l'Ouest)
Andorre
Argentine
Autriche
Bade-Wurtemberg
Bolivie
Brême
Costa Rica
République dominicaine
Équateur
Espagne
Finlande
Guatémala
Haïti
Hesse
Hongrie
Mecklembourg-Poméranie-Occidentale
Rhénanie-du-Nord-Westphalie
Pérou
Roumanie
Saint-Marin
Salvador
Saxe
Schleswig-Holstein
Serbie
Tadjikistan
Thuringe
Transnistrie
Venezuela

### Pavillons civils avec armoiries modifiées
Certains pavillons civils ont vu leurs armoiries modifiées avec un ou plusieurs éléments supplémentaires pour les rendre distinctifs.

Berlin
Hambourg

### Pavillons civils différant du drapeau national par ses proportions
Plusieurs anciennes colonies britanniques utilisent le rapport 1:2 pour leurs pavillons et 3:5 pour leurs drapeaux à terre, tandis que la Slovénie, la Croatie et la Hongrie ont le rapport inverse, avec des pavillons au rapport 2:3 et des drapeaux à terre au rapport 1:2. La France est un cas particulier : le rapport global est le même, mais les bandes du pavillon diffèrent légèrement en largeur.

Belgique
Croatie
Grenade
Hongrie
Basse-Saxe
Slovénie
Suisse (le drapeau suisse carré est utilisé sur les lacs et les rivières)
Trinité-et-Tobago

### Anciens pavillons civils hors d'usage ou obsolètes

Union d'Afrique du Sud (1910–1912)
Union d'Afrique du Sud (1912–1951)
Afrique orientale britannique (1895–1963)
Albanie (1945–1992)
Algérie française (1848–1910)
Empire allemand (1896–1918)
Allemagne (1919–1933)
Allemagne (1933–1935)
Allemagne (1935–1945)
Allemagne de l'Est (1959–1973)
Allemagne de l'Est (1959–1973) (version alternative)
Allemagne de l'Ouest (1949–1990)
République ancônitaine (1797–1798)
Angleterre (1674–1707)
Anguilla (1967–1969)
Australie (1901–1903)
Australie (1903–1908)
Australie-Méridionale (1870–1876)
Autriche-Hongrie (1869–1918)
Bahamas (1869–1904)
Bahamas (1904–1923)
Bahamas (1923–1953)
Bahamas (1953–1964)
Bahamas (1964–1973)
La Barbade (1870–1966)
Birmanie (1952–1974)
Birmanie (1974–2010)
Bornéo du Nord (1882–1902)
Bornéo du Nord (1902–1942, 1945–1946)
Bornéo du Nord (1948–1963)
Îles Caïman (1988–1999)
Canada (1868–1922)
Canada (1907–1922) (Unofficial)
Canada (1922–1957)
Canada (1957–1965)
Ceylan britannique (1875–1948)
République de Chine(1929–1966)
Chypre britannique (1922–1960)
Côte-de-l'Or britannique (1877–1957)
Royaume de Croatie-Slavonie (1868–1918)
Banovine de Croatie (1939–1941)
État indépendant de Croatie (1941–1945)
Établissements des détroits (1874–1904)
Établissements des détroits (1904–1942, 1945–1946)
Sultanat d'Égypte (1914–1922)
Espagne (1785–1927)
Espagne (1931–1939)
Éthiopie (1975–1987)
Éthiopie (1991–1996)
Royaume d'Étrurie (1803–1807)
Royaume d'Étrurie (1803–1807) (Smaller ships)
Fidji (1908–1970)
Finlande (1918–1920)
République de Florence (1251–1569)
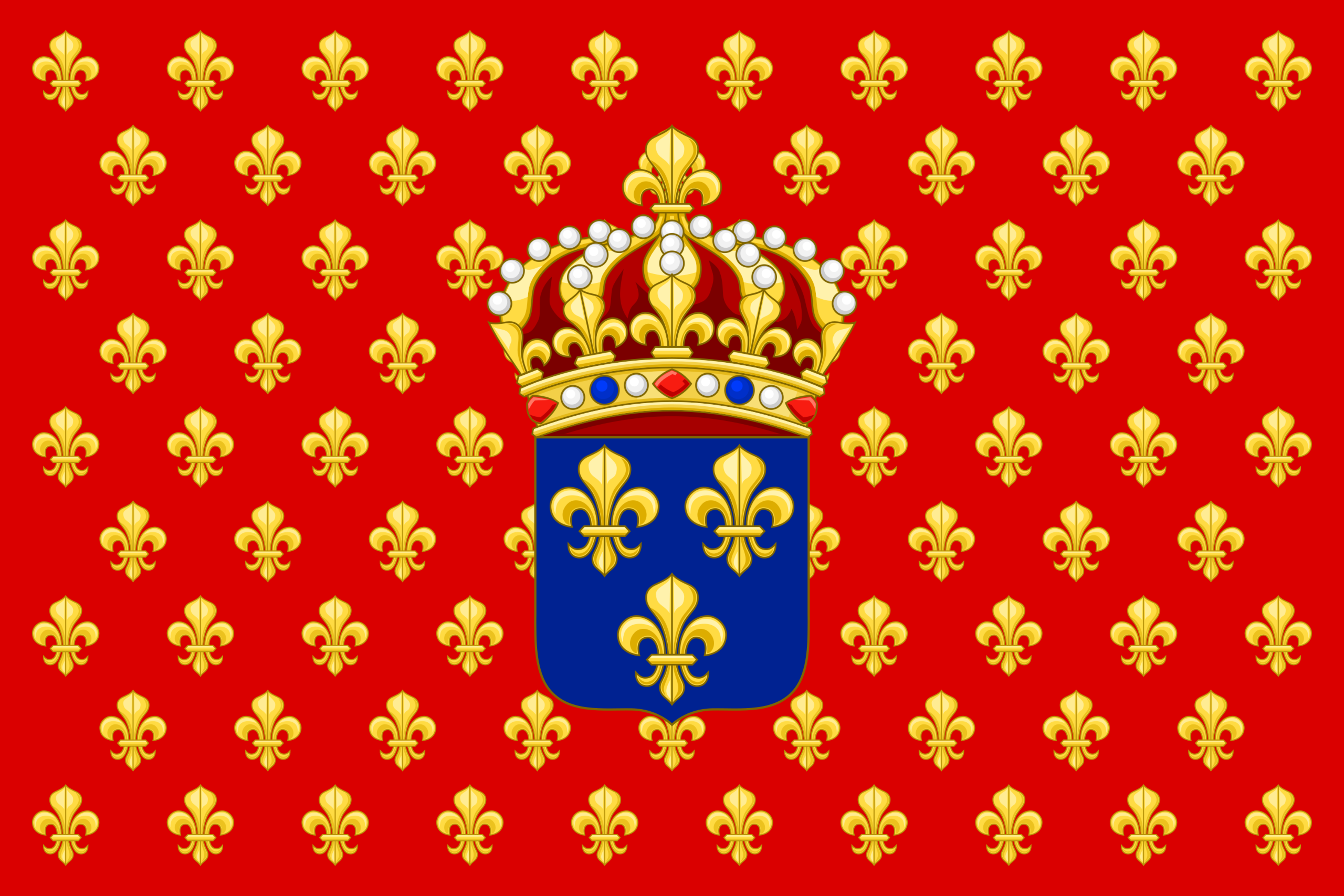
Royaume de France (Vers 1600–1789)
Royaume de France (1689–1789, 1814–1830)
Gambie britannique (1889–1965)
Ghana (1963–1964, 1966–2003)
Ghana (1964–1966)
Grande-Bretagne (1707–1801)
Guyane britannique (1906–1919)
Guyane britannique (1919–1955)
Guyane britannique (1955–1966)
Grèce ottomane (1774–1821)
Grèce (1822–1828)
Grèce (1828–1970)
Haïti (1964–1986)
Royaume de Hanovre (1816–1837)
Honduras britannique (1870–1919)
Honduras britannique (1919–1981)
Hong Kong britannique (1876–1955) (Non-officiel)
Hong Kong britannique (1955–1959) (Non-officiel)
Hong Kong britannique (1955–1959) (Non-officiel)
Hongrie (1921–1946)
Hongrie (1950–1957)
Îles-du-Vent britanniques (1903–1953)
Îles-du-Vent britanniques (1953–1958)
Îles-sous-le-Vent britanniques (1871–1952)
Îles-sous-le-Vent britanniques (1952–1958)
Indochine française (1923–1949)
Iran (1910–1933)
Iran (1933–1964)
Iran (1964–1980)
Royaume d'Irlande (1701–1801)
Royaume d'Irlande (1801–1922)
Jamaïque britannique (1906–1957)
Jamaïque britannique (1957–1962)
Jamaïque (1962)
République de Lucques (Vers 1200-1799)
République de Lucques (1801–1805)
Duché de Lucques (1818–1824)
Duché de Lucques (1819–1820)
Duché de Lucques (1820–1847)
Fédération de Malaisie (1957–1963)
Îles Malouines (1999)
malte britannique (1898–1943)
Colonie de Malte et dépendances (1943–1964)
Maroc espagnol (1937–1956)
Maroc français (1912–1956)
Maurice britannique (1906–1968)
Mecklembourg-Schwerin (1863–1918)
Duché de Modène et Reggio (1830–1859)
Monténégro (1905–1918)
Nigéria britannique (1914–1952)
Nigéria britannique (1952–1960)
Empire ottoman (1774–1793)[1]
Pakistan (1956–1958)
Palestine mandataire (1927–1948)
Duché de Parme et Plaisance (1851–1859)
Piémont-Sardaigne (1720–1799)
Piémont-Sardaigne (1799–1802)
Piémont-Sardaigne (1802–1814)
Piémont-Sardaigne (1814–1816)
Piémont-Sardaigne (1816–1848)
Piémont-Sardaigne puis Italie (1851–1946)
Pologne (1919–1928)
Pologne (1955–1980)
Pologne (1980–1990)
Royaume de Prusse (1823–1863)
Royaume de Prusse (1863–1892)
Royaume de Prusse (1892–1918)
État libre de Prusse (1918–1935)
Raj britannique (1880–1947)
Îles Ryūkyū (sous occupation américaine) (1952–1967)
Îles Ryūkyū (sous occupation américaine) (1967–1972)
Îles Salomon britanniques (1906–1947)
Îles Salomon britanniques (1947–1956)
Îles Salomon britanniques (1956–1977)
Royaume de Sarawak (1870–1946)
Sarawak britannique (1947–1963)
Saxe-Anhalt (1991–2017)
Royaume de Serbie (1835–1918)
Serbie (2006–2010)
Seychelles britanniques (1903–1961)
Seychelles britanniques (1961–1976)
Sierra Leone britannique (1916–1961)
Singapour britannique (1946–1952)
État de Singapour (1952–1959)
Somalie britannique (1903–1950)
Somalie britannique (1950–1952)
Somalie britannique (1952–1960)
Sri Lanka (1955–1969)
Zone internationale de Tanger (1953–1957)
Dominion de Terre-Neuve (1904–1949)
Grand-duché de Toscane (vers 1600-1737)
Grand-duché de Toscane (1781–1800, 1815–1848, 1849–1860)
Grand-duché de Toscane (1824–1848, 1849–1860)
Trinité-et-Tobago britannique (1889–1958)
Trinité-et-Tobago britannique (1958–1962)
Îles Turques-et-Caïques (1968–1999)
Venezuela (1863–1905)
Venezuela (1905–1930)
Venezuela (1930–2006)
État de Victoria (1870–1877)
Royaume de Yougoslavie (1919–1943)
Yougoslavie (1950–1992)
Yougoslavie puis Serbie-et-Monténégro (1992–2006)